# West-Bengaalse Socialistische Partij

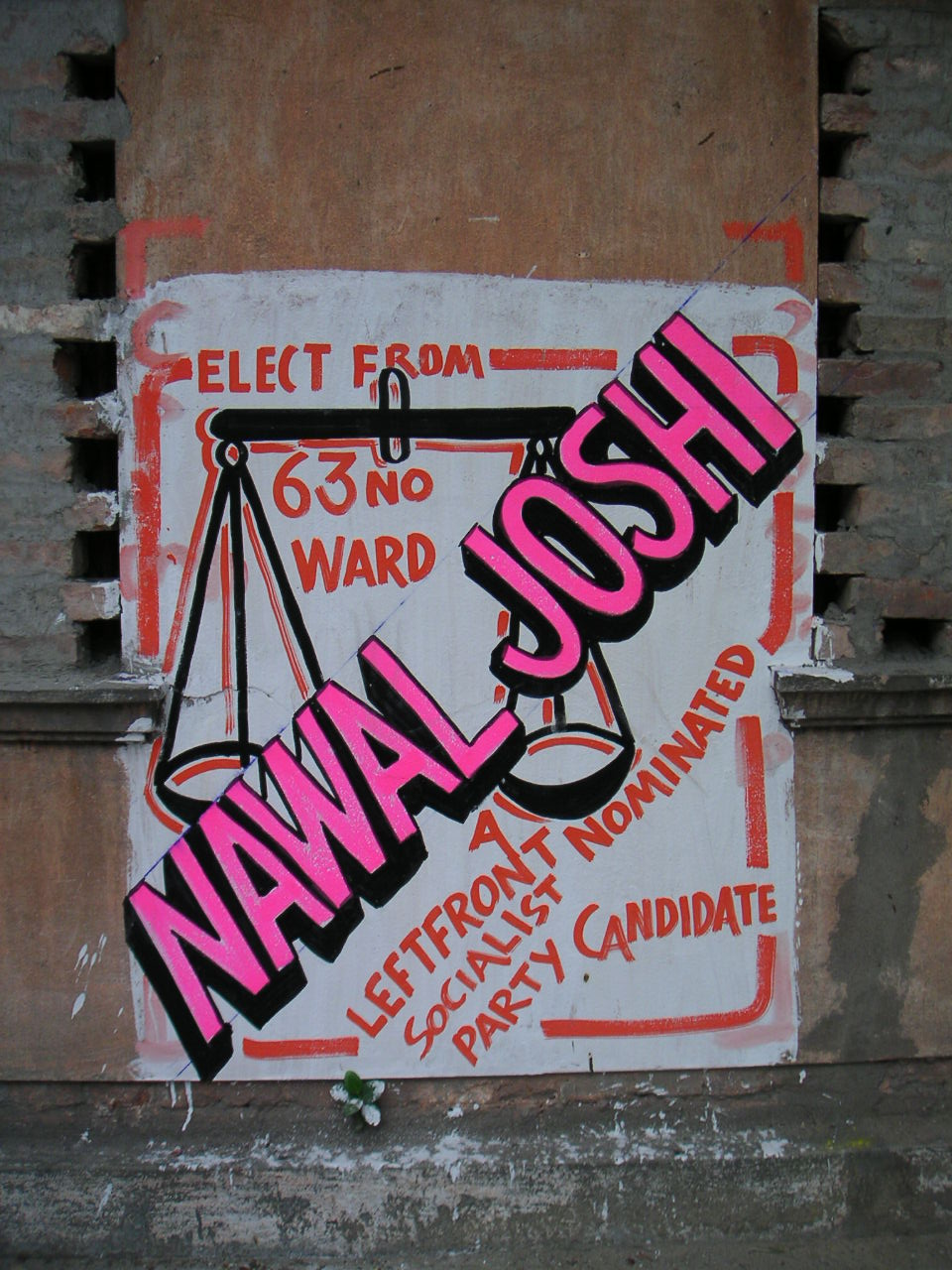

De West-Bengaalse Socialistische Partij (WBSP) is een socialistische politieke partij in India. De leider van de partij is Kiranmoy Nanda.